# Let's Kill Ourselves a Son
"Let's Kill Ourselves a Son" är en sång av den svenske indierockartisten Timo Räisänen från 2006. Låten utgör spår nummer åtta på dennes andra studioalbum I'm Indian (2006), men utgavs också som singel samma år.

## Låtlista
1. "Let's Kill Ourselves a Son" - 3:15 (Timo Räisänen)
2. "Drive Dead Slow" - 3:37 (Sahara Hotnights)

## Listplaceringar
| Lista (2006) | Topplacering |
| ------------ | ------------ |
| Sverige      | 4            |

### Fotnoter
1. ↑  ”Timo Räisänen”. Svensk mediedatabas. http://smdb.kb.se/catalog/search?q=Timo+R%C3%A4is%C3%A4nen+typ%3Afonogram&sort=OLDEST. Läst 17 juni 2012.
2. ↑  Listplacering